# ريزارد بيس
ريزارد بيس (بالبولندية: Ryszard Piec)‏ مواليد 17 أغسطس 1913 في بولندا - الوفاة 24 يناير 1979، هو لاعب كرة قدم بولندي سابق، كان يلعب في مركز الهجوم. سبق له أن لعب في كأس العالم لكرة القدم مع منتخب بلاده في مونديال عام 1938. كما لعب مع المنتخب في دورة الألعاب الأولمبية الصيفية عام 1936.

## روابط خارجية
- ريزارد بيس على موقع الاتحاد الدولي (مؤرشف)  (الإنجليزية)
- ريزارد بيس على موقع قاعدة بيانات كرة القدم.إي يو (الإنجليزية)
- ريزارد بيس على موقع أوليمبيديا (الإنجليزية)
- ريزارد بيس على موقع اللجنة الأولمبية البولندية (مؤرشف) (البولندية)